# 金胸歌鸲
金胸歌鸲（学名：Calliope pectardens）为鶲科歌鸲属的鸟类，是中国的特有物种。分布于陕西、四川、云南、西藏等地，一般生活于山林中或沟谷底处稠密的灌丛间。该物种的模式产地在四川宝兴。